# 11 Bit Studios
11 bit studios S.A. е полска компания за разработка и издаване на видеоигри, установена във Варшава, Полша. Получава широко признание и разпознаваемост със заглавия като Anomaly: Warzone Earth (2011), This War of Mine (2014) и Frostpunk (2018).

## История и интелектуална собственост
11 bit studios S.A. е основана и започва дейността си през 2010 г. от бивши членове на CD Projekt и Metropolis Software. Управляващият директор на компанията, Гжегож Миховски, вярва, че с „уникалната си гейммеханика“ и „високата стойност на продукцията“ игрите на 11 bit studios ще се харесат както на хардкор геймърите (хора, които играят интензивно и по-често PC или конзолни игри с по-голяма сложност), така и на обикновените геймъри (хора, които играят по-малко отдадено и най-вече за развлечение, по-често мобилни или браузър-базирани игри).
Първата игра, която компанията издава – Anomaly: Warzone Earth – е реално-времева стратегия, описвана като tower offense (tower dеfence „наобратно“), чието действие се развива в близкото бъдеще. Играчът влиза в ролята на командир на бронетанков батальон („14-и взвод“), изпратен да разследва аномалии, възникнали в близост до останките от извънземен космически кораб, разпръснати в няколко големи градове по света, включително Багдад и Токио. 
Версията на играта за мобилните устройства на „Епъл“ получава особено високи оценки от 94/100 и приз за най-добър дизайн (Apple Design Award) по време на световната конференция на разработчиците на технологичния гигант. Anomaly: Warzone Earth е обявена и за втората най-добра игра на 2011 г. в iTunes и App Store.
This War of Mine е сървайвъл игра, вдъхновена от обсадата на Сараево и други конфликти, но се различава от повечето видеоигри с военна тематика като се фокусира върху преживяванията на трима цивилни по време на войната, а не върху битката на фронтовата линия. Героите трябва да вземат много трудни решения, за да оцелеят в ежедневните опасности, а решенията на всеки оказват влияние върху развитието и финала на историята. С повече от 9 милиона продадени бройки по целия свят (към януари 2024 г.) и агрегирани оценки в Metacritic между 79/100 и 90/100 за различните платформи, за които е издадена, This War of Mine е успешна както в комерсиален, така и в културен план.
През учебната 2020-2021 г. This War of Mine става първата видеоигра, добавена към препоръчителния списък за четене в полските гимназии, а версията на играта за Microsoft Windows е безплатна за изтегляне от уебсайта на полското правителство, заедно с урочните планове за учители.
Непосредствено след руското нападение над Украйна на 24 февруари 2022 г. 11 Bit Studios обявява, че всички печалби от продажбите на This War of Mine в рамките на една седмица, считано от 24 февруари 2022 г., ще бъдат дарени на украинския Червен кръст в подкрепа на жертвите. Продажбите на играта през тези седем дни – съответно дарението на полската компания само от тази инициатива – са в размер на 850 хил. долара.
Играта на студиото от 2018 г., Frostpunk, е изкупена в над четвърт милион копия още през първите три дни след пускането ѝ в продажба. Сюжетът на Frostpunk потопява играчите в една антиутопична алтернативна версия на Англия от края на XIX век, скована от студ, в която имат за задача да управляват последния оцелял град на човечеството. Обявена през август 2021 г. с дата на издаване през лятото на 2024 г., Frostpunk 2 продължава историята на първата игра, но действието в нея се развива три десетилетия след края на събитията в първата част.

## Заглавия

### Разработени от 11 Bit Studios
| Заглавие                | Година | Платформа/и |
| ----------------------- | ------ | --- |
| Аномалия: Warzone Earth | 2011   | Android, iOS, Linux, OS X, Microsoft Windows, PlayStation 3, Xbox 360                                                  |
| Anomaly: Korea          | 2012   | Android, iOS, Linux, OS X, Microsoft Windows                                                                           |
| Funky Smugglers         | 2012   | Android, iOS |
| Sleepwalker's Journey   | 2012   | Android, iOS |
| Anomaly 2               | 2013   | Android, iOS, Linux, OS X, Microsoft Windows, PlayStation 4                                                            |
| Anomaly Defenders       | 2014   | Android, iOS, Linux, OS X, Microsoft Windows                                                                           |
| This War of Mine        | 2014   | Android, iOS, Linux, OS X, Microsoft Windows, PlayStation 4, Xbox One, Nintendo Switch, PlayStation 5, Xbox Series X/S |
| Frostpunk               | 2018   | Microsoft Windows, OS X, PlayStation 4, Xbox One                                                                       |
| Frostpunk 2             | 2024   | Microsoft Windows, PlayStation 5, Xbox Series X/S                                                                      |
| The Alters              | 2024   | Microsoft Windows, PlayStation 5, Xbox Series X/S                                                                      |

### Издадени от 11 Bit Studios
| Заглавие            | Година | Разработчик             | Платформа/и                                                                                 |
| ------------------- | ------ | ----------------------- | ------------------------------------------------------------------------------------------- |
| Spacecom            | 2014   | Flow Combine            | Android, Linux, OS X, Microsoft Windows                                                     |
| Beat Cop            | 2017   | Pixel Crow              | Android, Linux, OS X, Microsoft Windows, Nintendo Switch                                    |
| Tower 57            | 2017   | Pixwerk                 | Linux, OS X, Microsoft Windows                                                              |
| Moonlighter         | 2018   | Digital Sun             | Linux, OS X, Microsoft Windows, PlayStation 4, Xbox One, Nintendo Switch                    |
| Children of Morta   | 2019   | Dead Mage               | Linux, OS X, Microsoft Windows, PlayStation 4, Xbox One, Nintendo Switch                    |
| South of the Circle | 2022   | State of Play           | Microsoft Windows, PlayStation 4, PlayStation 5, Xbox One, Xbox Series X/S, Nintendo Switch |
| The Invincible      | 2023   | Starward Industries     | Microsoft Windows, PlayStation 5, Xbox Series X/S                                           |
| The Thaumaturge     | 2024   | Fool's Theory           | Microsoft Windows, PlayStation 5, Xbox Series X/S                                           |
| Creatures of Ava    | 2024   | Inverge Studios, Chibig | Microsoft Windows, Xbox Series X/S                                                          |